# Örebro HK 2008/2009
Säsongen 2008/2009 spelade Örebro HK i Division 1E, klubben avslutade säsongen med att kvalificera sig till Hockeyallsvenskan.

## Säsongen
Inför säsongen 2008/2009 spelade man i Division 1E, en division man vann och där med gick vidare till Allettan södra, vilken var en serie man också vann och där med gick vidare till playoff Playoff 3 för Kvalserien till allsvenskan. I Playoff 3 möte man Enköpings SK, vilka man vann mot med totalt 9–2. Väl i Kvalserien till allsvenskan mötte man lag som Asplöven HC, Huddinge IK, Nybro Vikings IF, Tingsryds AIF och Valbo AIF. Serien ledde man fram till sista omgången då man låg på delad poäng med Tingsryd, vilka kom att förlora sin avgörande match i Haparanda mot Asplöven med 2-3, medan Örebro HK vann sin match hemma i Örebro mot Huddinge med 5-3. Örebro HK:s seger betydde att man vann Kvalserien till allsvenskan och kom spela i Allsvenskan säsongen 2009/2010.
I januari 2009 värvade klubben Peter Andersson från Malmö Redhawks, som spelande tränare. Från och med allsvenska säsongen 2009/2010 blev han huvudtränare i Örebro HK.